# Лама (езеро)
Лама е сладководно езеро в Азиатската част на Русия, разположено в югозападната част на Таймирски Долгано-Ненецки район на Красноярски край. С площ от 318 km2 езерото е 7-о по големина в Красноярски край и 39-о също по площ в Русия.
Езерото Лама е разположено в северозападната част на платото Путорана, на територията на Таймирския (Долгано-Ненецки) автономен окръг на Красноярски край, на 45 m н.в., на 70 km източно от град Норилск. То има тектонски произход и заема дъното на дълбока планинска долина, ограничена на север от склоновете на планината Микчангда, а на юг от Ламските планини. Височината на околните планини над нивото на езерото е от 450 до 800 m и повече. Бреговата линия е слабо разчленена и дължината ѝ е около 200 km. Бреговете му са предимно високи, стръмни, скалисти, на места отвесни и само западните му брегове са полегати. Изградени са основно от дребен и среден чакъл, но се срещат и валуни и валове от песъчно-глинести материали. По южният му бряг има ясно изразени езерни надзаливни тераси. Каменистите му брегове са покрити с редки брезови горички примесени с лиственица.
Площта на водното огледало е 318 km2, обемът около 50 km3, дължина от запад на изток 70 km, ширина до 10 km. Максималната дълбочина по едни сведения достига до 208 m, по други – над 300 m, а в някои места са възможни и дълбочини до 600 m, тъй като официални измервания не са правени.
Водосборният басейн на езерото Лама е 6210 km2. Основно се подхранва от многочислените планински реки, вливащи се в него, като най-големи са: Микчангда (129 km, вливаща се от север), Бучарама, Икен, Куронах, Битик, Нералах, Кигам, Капчук. В устията на почти всички големи и малки притоци са развити големи наносни конуси. От крайния западен ъгъл на езерото изтича река Лама (17 km), вливаща се в Плитко езеро, от което изтича река Норилска, вливаща се в езерото Пясино, а от него изтича голямата река Пясина от басейна на Карско море.
Подхранването на езерото е снежно-дъждовно. Пролетното покачване на езерното ниво започва още преди размразяването му и максимумът настъпва през юли. В началото на ноември Лама изцяло замръзва и ледената покривка се задържа 200 – 220 дни. През зимата дебелината ѝ достига до 0,8 – 1 m. В началото на юни започва ледотопенето и до края на месеца езерото напълно се очиства от леда. Поради ниските температури на въздуха и голямата дълбочина на езерото температурата на водата в него не надвишава 6 – 7 °C през лятото. Езерото Лача се характеризира с чиста прозрачна вода (прозрачност до 7 m) и ниска минерализация.
Богато на риба. По бреговете и във водосборния му басейн няма населени места. Почти недокоснатата от човешката дейност околност на езерото привлича множество туристи и е място за отдих.
Първото изследване на езерото Лама е извършено през 1921 г. от руския геолог Николай Урванцев, а топографът на експедицията Базанов извършва първото му топографско картиране.

## Топографски карти
- Лист от карта R-45-XXIII,XXIV Норильск. Мащаб: 1 : 200 000. Указать дату выпуска/состояния местности.
- Лист от карта R-46-XIX,XX д.о. Лама. Мащаб: 1 : 200 000. Указать дату выпуска/состояния местности.